# Kevin Canty
Pour les articles homonymes, voir Canty.
Œuvres principales
- Étrangère en ce monde

Kevin Canty, né le 17 janvier 1953 à Lakeport en Californie, est un écrivain américain.

## Œuvres

### Romans
- Kenny aime Junie, L'Olivier, 1999 ((en) Into the Great Wide Open, 1996)
- Moins vingt-deux, L'Olivier, 2001 ((en) Nine Below Zero, 1999)
- (en) Winslow in Love, 2005
- Toutes les choses de la vie, Albin Michel, 2014 ((en) Everything, 2010)

### Recueils de nouvelles
- Étrangère en ce monde, L'Olivier, 1996 ((en) A Stranger in This World, 1994)
- Une vraie lune de miel, Albin Michel, 2010 ((en) Honeymoon, 2001)
- (en) Where the Money Went, 2009